# Daniel Webster (homme politique, 1949)
Daniel Alan Webster, né le 27 avril 1949 à Charleston (Virginie-Occidentale), est un homme politique américain, élu républicain de Floride à la Chambre des représentants des États-Unis depuis 2011.

## Biographie
Daniel Webster est élu à la Chambre des représentants de Floride de 1980 à 1998 ; il préside la chambre durant son dernier mandat. En 1998, il rejoint le Sénat de l’État, où il dirige la majorité républicaine de 2006 à 2008.
En 2010, il se présente à la Chambre des représentants des États-Unis dans le 8e district de Floride. Avec 56,1 % des voix, il bat le démocrate sortant Alan Grayson (38,2 %). Son district est redessiné en 2011 et devient le 10e district. Il est réélu avec 51,7 % des voix en 2010 face à la démocrate Val Demings, puis avec 61,5 % en 2014.